# Arroyo del Medio (Arroyo San Martín)
El arroyo del Medio es un curso de agua uruguayo que atraviesa el departamento de  Soriano perteneciente a la cuenca hidrográfica del Río de la Plata.
Nace en la Cuchilla del Durazno y desemboca en el arroyo San Martín.